# Mohammed Rabii
Mohammed Rabii, född den 13 juli 1993 i Casablanca, är en marockansk boxare.
Han tog OS-brons i weltervikt i samband med de olympiska boxningstävlingarna 2016 i Rio de Janeiro..